# Cápsula distribuidora de suavizante
Una cápsula distribuidora de suavizante  o bola dispensadora es una bola de plástico especial que se utiliza para dispensar suavizante líquido de telas en las lavadoras de ropa que carecen de dispensadores de suavizante incorporados. El suavizante de telas líquido debe añadirse en el momento adecuado a una carga de ropa (el ciclo de enjuague) para que funcione con eficacia. En las máquinas de carga superior, la bola lo logra sin necesidad de que el usuario introduzca ninguna otra cosa, aparte de la carga inicial y el llenado de la bola.

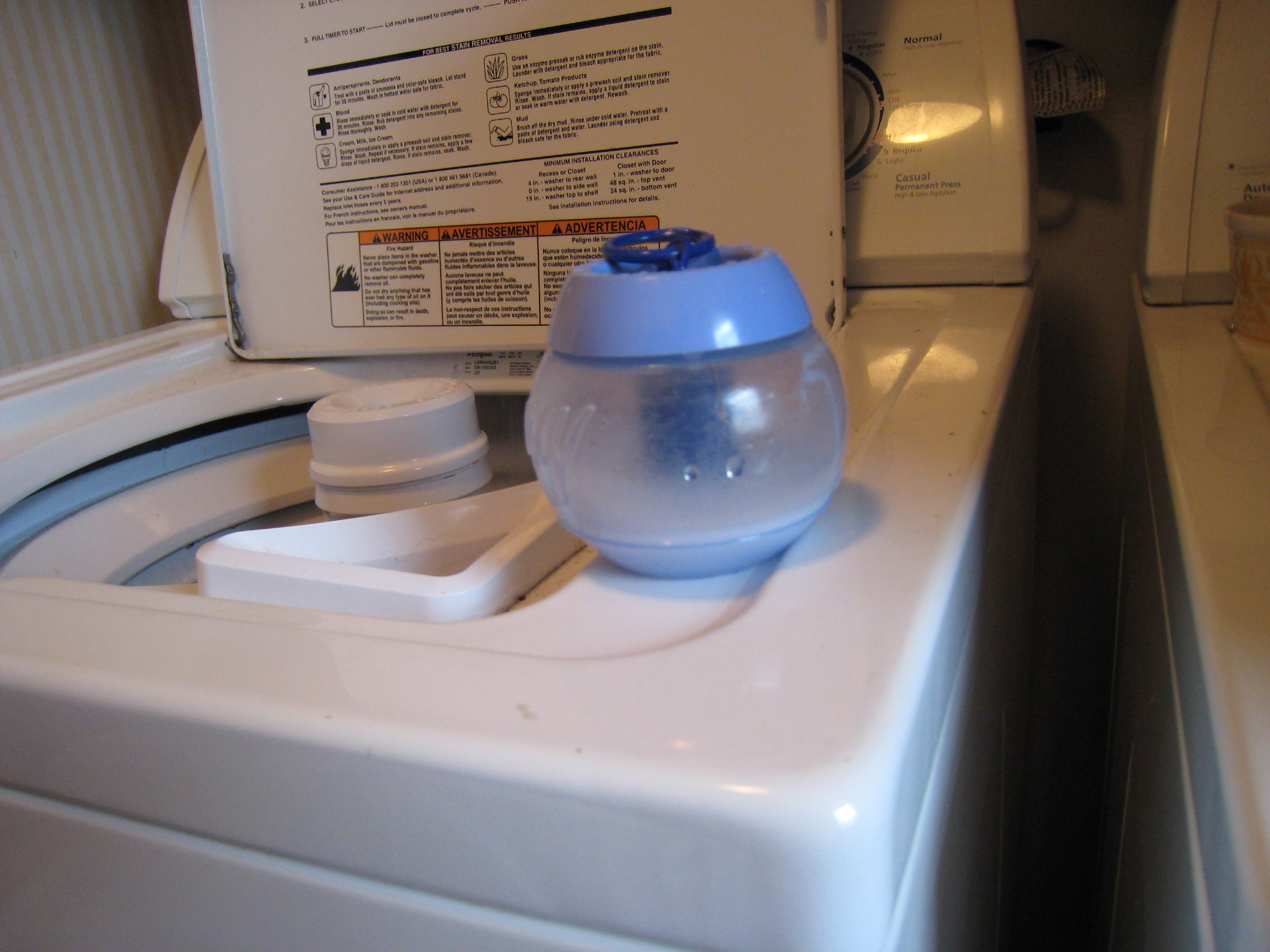
Un dispensador de "Downy Ball" en una lavadora de carga superior

## Operación
En una lavadora de carga superior, la bola flota en la superficie del agua durante las suaves fuerzas del proceso de lavado, y permanece sellada. Las fuerzas más fuertes del último ciclo de centrifugado hacen que el sello de la bola se rompa, liberando el suavizante líquido.
Estas bolas no se pueden usar en las lavadoras de tambor, porque el tambor libera el suavizante de la tela antes del ciclo de enjuague. No se pueden utilizar en absoluto en la secadora.

## Downy Ball
La Downy Ball es una variante vendida por Procter & Gamble diseñada específicamente para su uso con lavadoras tradicionales de carga superior con agitador que carecen de dispensadores de suavizante de telas incorporados, y no funcionará correctamente en las máquinas de carga frontal. El suavizante de telas líquido se vierte en la Downy Ball a través de un agujero en la parte superior. Luego se arroja la bola a la lavadora con la ropa y el detergente, donde flota en posición vertical, con una pesa de goma interna que flota en el interior y atrapa el suavizante en su interior. En el ciclo de centrifugado, entre el ciclo de lavado y el de enjuague, la pesa de goma interna se aparta debido a la primera ley de movimiento de Newton, permitiendo que el suavizante se derrame sobre la ropa, justo a tiempo para el ciclo de enjuague.